# الدوري البيروي لكرة القدم 1998
الدوري البيروفي لكرة القدم 1998 (بالإسبانية: Campeonato Descentralizado 1998)‏ هو الموسم 70 من الدوري البيروفي لكرة القدم. كان عدد الأندية المشاركة فيه 12، وفاز فيه الجامعي دي بيرو.